# Y1B-20轟炸機
Boeing Y1B-20（Boeing 316）是XB-15轟炸機的改進版本（Y1- 表示正常財政年度採購之外的資金來源。）該機具有更大的機身以及動力更為強大的發動機。該計畫於1938年初提交給陸軍，並在不久之後獲得兩份訂單。然而在建造開始之前，計畫遭取消。
儘管該計畫被取消，XB-15轟炸機和Y1B-20仍為B-29超級堡壘轟炸機奠定了基礎。

## 外部連結
- Encyclopedia of American Aircraft
- USAF Museum description of Y1B-20